# Margarita (voornaam)
Margarita is een vrouwelijke voornaam. De naam is een variant op Margaretha en komt van het Griekse woord voor ‘parel’, maar is waarschijnlijk van Babylonische oorsprong en betekende in dat dialect ‘dochter van de zee’ of ‘kind van het licht’.
In Nederland kwam de naam in 2017 624 keer voor als vrouwelijke voornaam, 848 keer als dito volgnaam en 28 keer als mannelijke volgnaam. In België kwam de naam in 2019 764 keer voor bij vrouwen. In Mexico kwam de naam in 2014 het vaakst voor, namelijk 649.631 keer, gevolgd door Rusland (392.469 keer) en Argentinië (138.449 keer). In het Russisch en Oekraïens wordt de naam geschreven als Маргарита en doorgaans verkort tot het laatste deel, Rita.

## Bekende personen
Enkele bekende naamdragers zijn:
- Margarita de Bourbon de Parme, een Nederlands prinses
- Margarita Gasparjan, een Russisch tennisster
- Margarita Levieva, een Russisch-Amerikaans actrice
- Margarita Simonjan, een Russisch mediamanager en journaliste
- Margarita Monet, een Amerikaans zangeres, pianiste, componiste en actrice van Armeense afkomst
- Margarita Robles Fernández, een Spaans magistraat en politica
- Margarita Victoria García, een Spaans wielrenster